# Girotondo (Giusy Ferreri)
| Recensione | Giudizio |
| ---------- | -------- |
| Rockol     | 6/10     |

Girotondo è il quinto album in studio della cantautrice italiana Giusy Ferreri, pubblicato il 3 marzo 2017 dalla Sony Music.

## Concezione
L'album è stato pubblicato tre anni dopo l'uscita del suo precedente lavoro in studio L'attesa ed a poco più di uno dalla raccolta Hits. Dopo i risultati di vendita non esaltanti de L'attesa, Giusy Ferreri ha, nella prima metà del 2015, rivelato di essere al lavoro per il nuovo album in uscita nel 2016. A seguito del grande successo ottenuto con Roma-Bangkok, in collaborazione con la rapper Baby K, i progetti della cantante sono cambiati sensibilmente tanto da posticipare il nuovo album in favore della pubblicazione della sua prima raccolta Hits nel dicembre 2015.
Il 3 febbraio 2017 la cantante ha svelato nuovi dettagli sul nuovo album tra cui, in un'intervista concessa alla rivista IO Donna, di avere capito «quanto è giusto che in un album ci sia, sì, della leggerezza, ma anche del peso. In questo senso questo nuovo disco mi rispecchia, include una parte più solare e una parte più introspettiva, oltre che più ricercata e più complessa armonicamente.» Il titolo dell'album, la cui produzione è stata curata da Fabrizio Ferraguzzo, è stato rivelato il 16 gennaio 2017 dalla cantautrice stessa sulla pagina ufficiale Facebook insieme alla data della sua pubblicazione.

## Stile e tematiche
L'album, costituito da quattordici tracce complessive, è stato scritto da numerosi autori, tra cui Marco Masini e Tommaso Paradiso dei Thegiornalisti, ed ha visto la cantante abbandonare l'idea di firmare dei brani (come successo, invece, ne Il mio universo e L'attesa) in favore del  «confronto con gli autori per portare canzoni consone alla mia mentalità, sperimentando comunque un linguaggio nuovo per me» e continuando quindi sulla falsariga intrapresa con i tre inediti contenuti nella raccolta Hits.
L'album non presenta una tematica predominante nelle varie tracce poiché diviso equamente in due parti: nella prima metà prevale uno spirito spensierato, pop, danzereccio mentre nella seconda un’anima introversa e cantautorale. Il primo brano registrato per l'album nonché title track del CD racchiude in sé un messaggio molto positivo ed è stato dedicato al «bambino che porta in grembo».

## Sonorità e influenze

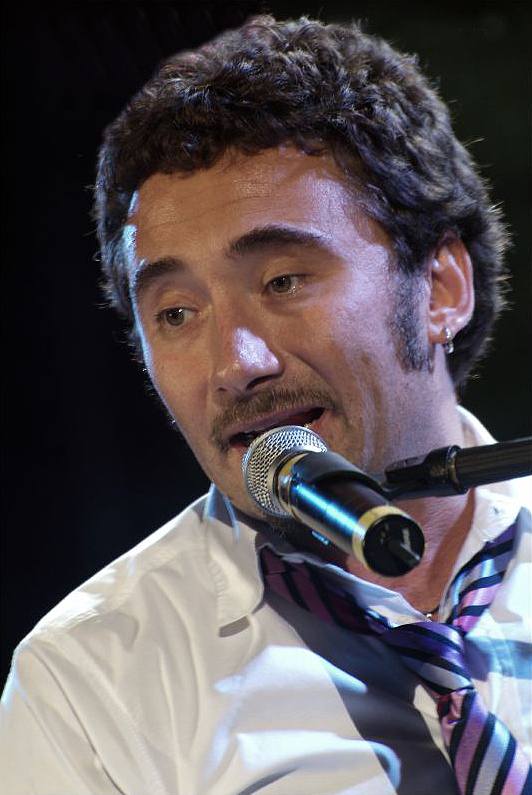
Federico Zampaglione, unico artista ospite dell'album

Girotondo presenta elementi innovativi e di continuità rispetto alla discografia pubblicata prima dalla cantautrice. La stessa Giusy Ferreri ha dichiarato in un'intervista all'Agenzia Nazionale Stampa Associata:
Tutti i brani contenuti nell'album traggono ispirazione prettamente dal genere pop che viene poi contaminato da altre sonorità come il reggaeton e la new wave. Quest'ultimo genere musicale è stato già sperimentato dalla cantante nel precedente album L'attesa. Il titolo del brano che chiude il CD ovvero La Gigantessa è stato ispirato dal breve componimento poetico La Géante di Charles Baudelaire.

## Copertina e titolo
La copertina dell'album è stata resa pubblica dalla cantante stessa attraverso i suoi canali social il 26 gennaio 2017. Nei giorni precedenti, la cantautrice ha utilizzato varie parole chiave (vita, viaggio, bussola, orientamento, disorientamento, sorprese, cammino, esperienza, crescita ed evoluzione) per rappresentare il concetto dell'immagine. Il fotografo è stato Daniele Barraco ed in essa l'artista è ritratta vestita con un abito a righe bianco e nero davanti ad una bussola; le scritte "GIUSY FERRERI" e "GIROTONDO" sono poste in basso a destra. Il titolo dell'album è stato, invece, rivelato dieci giorni prima rispetto alla copertina ed è stato ispirato da Roma-Bangkok per il riferimento «all'idea di girovagare, nella vita, in diversi spazi, per collezionare esperienze e trovarsi di fronte a delle sorprese, magari proprio perché si è imboccata una strada sbagliata.»

## Promozione
L'album è stato anticipato dal brano Fa talmente male che è stato presentato per la prima volta come canzone in gara al Festival di Sanremo 2017, venendo poi però eliminata nella quarta serata.

## Tracce
1. Fa talmente male – 2:59 (Roberto Casalino, Paolo Catalano, Alessandro Merli, Fabio Clemente)
2. L'amore tante volte – 3:02 (Emiliano Cecere, Oscar Angiuli)
3. Partiti adesso – 3:14 (Dario Faini, Tommaso Paradiso, Vanni Casagrande)
4. L'amore mi perseguita (ft. Federico Zampaglione) – 3:26 (Luca Chiaravalli, Federico Zampaglione)
5. È finita l'estate – 3:21 (Luca Valsiglio, Fabrizio Ferraguzzo, J. Ettorre)
6. Occhi lucidi – 3:31 (Dario Faini, Tommaso Paradiso)
7. Col sole e col buio – 3:28 (Alessandro Raina, Dario Faini)
8. Girotondo – 3:34 (Edwyn Roberts, Stefano Marletta)
9. La distanza – 3:02 (Matteo Buzzanca, Alessandro Raina, Federica Abbate)
10. Il mondo non lo sa più fare – 3:37 (Dario Faini, Diego Mancino)
11. Tornerò da te – 3:22 (Alessandro Raina, Dario Faini)
12. Immaginami – 3:36 (Marco Masini, Diego Calvetti, Antonio Iammarino)
13. Il resto del mondo è diverso da te – 3:19 (Dario Faini, Diego Mancino)
14. La Gigantessa – 4:09 (Dario Faini, Diego Mancino)

## Formazione
- Giusy Ferreri – voce
- Federico Zampaglione – featuring, chitarre acustiche e elettriche (traccia 4)
- Takagi & Ketra – tastiere e programmazione (traccia 1)
- Riccardo "Deepa" Di Paola – pianoforte, Fender Rhodes, sintetizzatore, moog, basso synth, programmazione archi, programmazione addizionale
- Enrico Brun – pianoforte, Fender Rhodes, sintetizzatore, sintetizzatore modulare, moog, programmazione addizionale, chitarre elettriche, ukulele, basso synth, programmazione archi
- Paolo Catalano – chitarra acustica (traccia 1)
- Fabrizio Ferraguzzo – chitarre acustiche e elettriche
- Lucio Enrico Fasino – basso
- Andrea Polidori – batteria
- Emiliano Bassi – batteria (traccia 4)
- Gianfranco Manilardi – programmazione batteria

## Classifiche
| Classifica (2017) | Posizione massima |
| ----------------- | ----------------- |
| Italia            | 11                |